# Philodromus daoxianen
Philodromus daoxianen is een spinnensoort in de taxonomische indeling van de renspinnen (Philodromidae).
Het dier behoort tot het geslacht Philodromus. De wetenschappelijke naam van de soort werd voor het eerst geldig gepubliceerd in 1999 door Chang-Min Yin, Peng & Joo-Pil Kim.